# Gasim bey Zakir
Gasim bey Zakir (àzeri, Qasim bəy Zakir) fou un poeta àzeri del segle xix i un dels fundadors del realisme crític i del gènere satíric en la literatura àzeri.

## Biografia
Zakir va néixer el 1784 en el si d'una família noble del bei de Panahabad, llavors la capital del kanat de Karabagh. Zakir pertanyia al clan Javanshir, qui ostentava el govern al kanat. La seva gran avi, Kazim-Agha, era el germà de Panah Ali Khan, fundador del kanat de Karabagh i de la seva capital, Shusha.
Zakir va viure durant la seva infantesa i la joventut un període d'agitacions a l'Azerbaidjan, el camp de batalla entre Rússia i l'Iran. Després que el kanat de Karabagh esdevingués part de l'Imperi Rus, Zakir va formar part del regiment de cavalleria musulmana del Caucas i es va distingir en moltes batalles. Tenia deserts especials per prevenir les tropes iranianes de la reubicació de la població àzeri de Karabagh a les parts interiors de l'Iran. Per la seva valentia durant les guerres russoiranians, Zakir va ser guardonat amb la medalla de plata del tsar rus.
Tot i passar la seva vida sobretot en els camps de batalla, des de la dècada del 1830 Zakir es va assentar a casa seva. Per la seva naturalesa senzilla i generosa, va ser molt apreciat entre la gent. No obstant això, Zakir també va guanyar molts enemics, principalment a causa dels seus versos satírics. En la seva poesia satírica i faules, Zakir carrega contra els vicis de la societat de l'època, la hipocresia i el fanatisme del clergat, la venalitat dels funcionaris tsaristes, la cobdícia dels comerciants i la crueltat dels terratinents. Zakir va ser perseguit constantment per la seva sàtira. El 1849, sota pretext que Zakir va donar refugi a un parent que estava en desacord amb el govern rus, va ser exiliat de Karabagh a Bakú, el seu fill i nebot van ser exiliats a zones interiors de Rússia i la resta de la família va quedar sola a Shusha. Només després de diversos mesos, amb l'ajuda dels seus amics, l'escriptor Mirza Fatali Akhundov, el kniaz georgià I. Orbeliani, i el governador de Bakú M. Golyubyakin, va aconseguir tornar a casa, mentre que el seu fill i nebot van continuar vivint en l'exili durant tres anys més. Zakir viure sota la vigilància de la policia fins als seus últims dies.

## Estil
Gasim bey va ser un destacat representant del realisme crític de la literatura àzeri en la primera meitat del segle xix. La poesia de Gasim bey es caracteritza per la diversitat de gèneres. En la poesia lírica del poeta segueix les tradicions de Molla Panah Vagif, escriu gazals, goshmas i gerayli, on glorifica l'amor. Zakir, autor de bells patrons de poesia amorosa, va ser famós per les seves obres satíriques. Zakir va criticar durament els funcionaris del tsar i l'arbitrarietat dels beis locals (terratinents) i cleros. L'actual llegat literari de Zakir s'ha conservat en els versos que van des de la sàtira crítica fins a les tendres lletres que lloen l'amor pur i apassionat.